# Norouz en Ouzbékistan
 (décembre 2023).
Pour un article plus général, voir Norouz.
Norouz (en ouzbek : Наврўз, Navroʻz), appelé Navruz en Ouzbékistan, est largement célébré dans le pays. C'est le jour de l'équinoxe de printemps et marque le début du printemps dans l'hémisphère nord. Il est célébré sur le territoire correspondant à l'Ouzbékistan moderne depuis au moins deux mille ans.
Lorsque l'Ouzbékistan faisait partie de l'Union soviétique, les célébrations de Navruz étaient généralement non officielles et parfois même interdites. Actuellement, Navruz est un jour férié officiel en Ouzbékistan et est toujours célébré le 21 mars. Cependant, les célébrations de la fête s'étendent sur plusieurs jours.

## Histoire

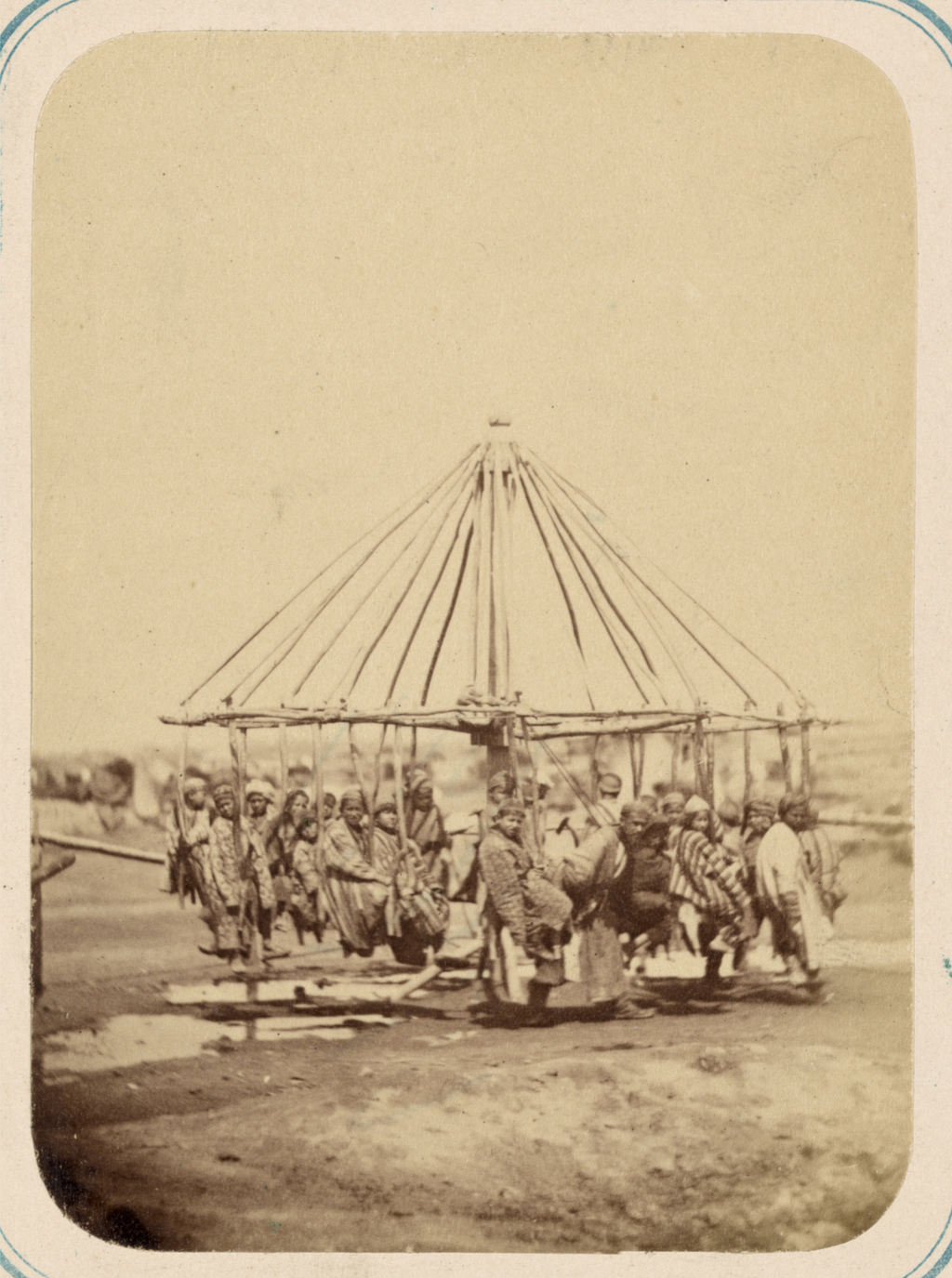
Enfants célébrant Navruz à Samarkand dans le Turkestan russe du XIXe siècle (aujourd'hui Ouzbékistan)

Navruz est largement célébré sur un vaste territoire en Asie centrale et les pratiques rituelles qui l'entourent ont acquis des caractéristiques spéciales. La fête a été légitimée par des prières dans les mosquées, des visites aux mazars des saints musulmans et aux cours d'eau sacrés. Dans l'émirat de Boukhara, une large célébration officielle de Navruz a été initiée par Muzaffar bin Nasrullah, qui cherchait à renforcer l'image de la dynastie des Manghits pendant la crise de légitimité politique.

## Coutumes de Navruz

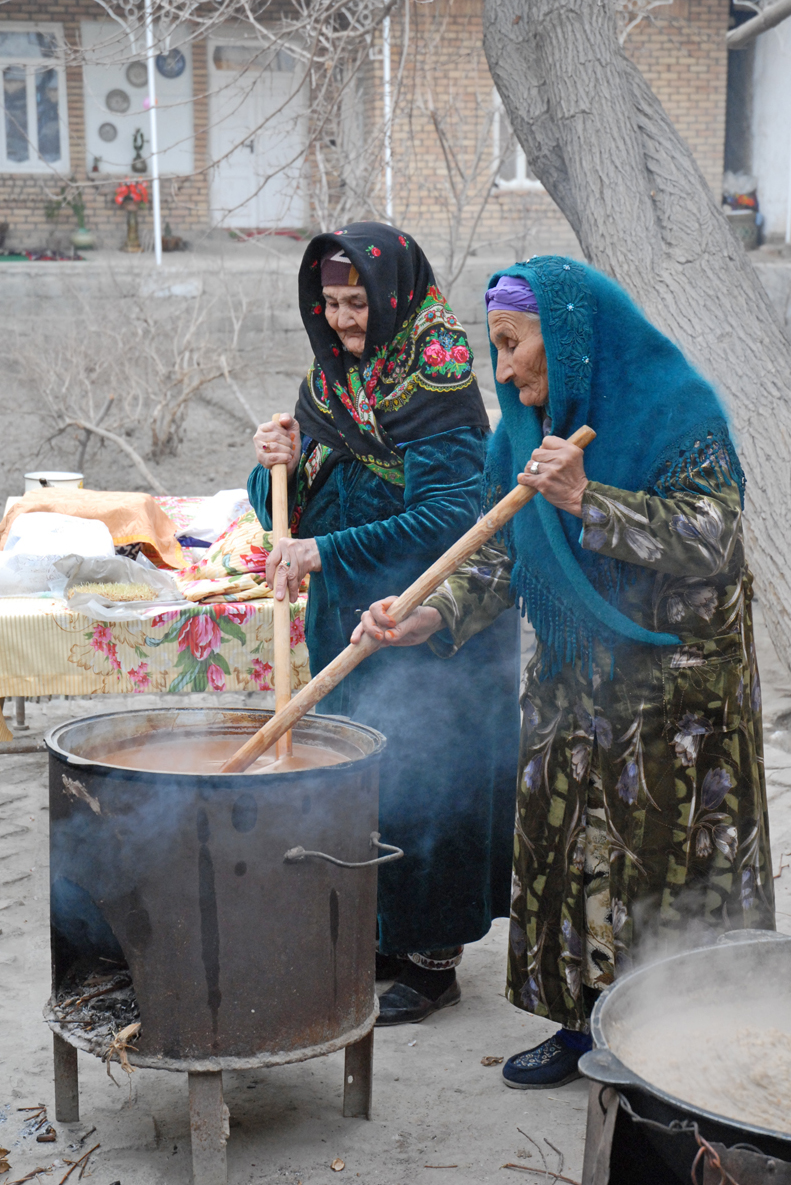
Cuisson du soumalak pour Navruz

En préparation de la fête, les gens rangent leur maison et leur mahalla (quartier), et achètent de nouveaux vêtements. Avant, pendant et après Navruz, il est de coutume de préparer le soumalak, le plat cérémoniel principal de la fête. Le soumalak est une pâte sucrée fabriquée entièrement à partir de blé germé et est cuit dans un grand kazan. Pour préparer le soumalak, des amis, des parents et des voisins - généralement des femmes - se rassemblent autour du kazan et se relaient pour remuer le mélange. Une fois prêt, le soumalak est distribué parmi les voisins, les proches et les amis. Pendant Navruz, les gens rendent également visite à leurs parents et amis et offrent des cadeaux aux enfants.
Navruz est en effet souvent cité comme la fête la plus populaire en Ouzbékistan. Le 21 mars, de grands concerts de fête sont organisés dans tout le pays, notamment dans la capitale, Tachkent. Des foires du livre, des concerts, des jeux et des programmes spéciaux à la télévision et à la radio ont lieu pendant tout le mois de mars. Il a été noté qu'après l'indépendance de l'Ouzbékistan en 1991, les responsables gouvernementaux ont promu Navruz en tant que principale fête nationale et ont étroitement contrôlé le contenu et la forme des festivités.